# Óscar Rodríguez Bonache
Óscar Rodríguez Bonache (Madrid, 17 de febrero de 1974) es un exjugador profesional de baloncesto de nacionalidad española.
Con 2,04 metros de estatura alternaba las posiciones de alero y de ala-pívot. En sus inicios fue internacional con las categorías inferiores de la Selección española de baloncesto, con la que conquistó la medalla de plata del Eurobasket sub 22 de 1996, disputado en Estambul.

## Trayectoria
- Categorías inferiores del CB Móstoles.
- 1991-93. Categorías inferiores del Real Madrid.
- 1993-95. Primera División y EBA. CB Guadalajara.
- 1995. EBA. CP Doncel La Serena.
- 1996-97. ACB. Cáceres CB.
- 1997-98. LEB. Breogán Lugo.
- 1998-00. LEB. Cabitel Gijón.
- 2000-03. LEB. CB Ciudad de Huelva.
- 2003-04. LEB. Cáceres Destino Turístico.
- 2004-05. LEB 2. Donosti Gipuzkoa Basket 2001 SKE.
- 2005-06. LEB. CB Inca.
- 2006-08. EBA. Doncel Aguas Fontedal.
- 2008-09. EBA. Almendralejo Ciudad del Cava.